# Ordem do Tosão de Ouro
A Ordem do Tosão de Ouro (Francês: Ordre de la Toison d'Or; Espanhol: Insigne Orden del Toisón de Oro; Neerlandês: Orde van het Gulden Vlies; Alemão: Orden vom Goldenen Vlies) é uma ordem de cavalaria fundada em 1429 por Filipe III, Duque da Borgonha para celebrar o seu casamento com a infanta Isabel de Portugal, filha do rei português D. João I.
Seguindo a morte de Carlos II de Espanha e a Guerra da Sucessão Espanhola, a ordem dividiu-se em duas até à actualidade: a ordem espanhola e a ordem austríaca, cada uma reclamando a legitimidade histórica. Ambas utilizam a língua francesa. O rei Alberto II da Bélgica é um caso raro de ser cavaleiro de ambas as ordens. Os soberanos da ordem são: Filipe VI (Espanha) e Carlos de Habsburgo-Lorena (Áustria).

## História

### Origem
Ao longo da Idade Média, o Ducado da Borgonha tornou-se uma região economicamente poderosa. Filipe III planejava converter a região em um Estado soberano entre França e o Sacro Império Romano-Germânico, reavendo o território de Lotaríngia. Eventualmente, Filipe III herdou os condados de Flandres e Artois, os ducados de Brabante, Luxemburgo e Limburgo, além dos feudos de Henao, Zelândia e Holanda, tornando-se um dos mais poderosos senhores feudais de sua época.
Em 1422, Filipe III foi agraciado com a Ordem da Jarreteira, por conta dos vínculos políticos de seus reinos para com o Reino de Inglaterra. No entanto, o nobre espanhol recusou a ordem evitando uma indisposição com o monarca francês Carlos VII, da Casa de Valois. Visando estabelecer um padrão de fidelidade entre seus subordinados e fundar uma ordem de cavalaria própria, foi criada a Ordem do Tosão de Ouro.
Já havia na Espanha, a Ordem da Paixão, que havia sido fundada pelos nobres locais aos moldes da Ordem do Dragão. Contudo, os ideais inspiradores da Ordem do Tosão de Ouro igualmente relacionavam-se à luta contra os Otomanos e a libertação da Terra Santa.
Em 14 de janeiro de 1429, a Ordem do Tosão de Ouro foi oficialmente constituída juntamente às celebrações do matrimônio de Filipe III com a princesa portuguesa Isabel de Avis, filha do rei português D. João I. O casamento em si viria a ser realizado somente em 1430, na cidade de Bruges. Apesar de seguir o modelo da Ordem da Jarreteira, a Ordem do Tosão de Ouro recebeu privilégios até então desconhecidos a nenhuma outra ordem de cavalaria: o soberano deveria consultá-la antes de conflitos; todas as disputas entre seus cavaleiros eram definidas pela ordem; os cavaleiros poderiam ser julgados pela ordem em questões de rebelião, heresia e traição; entre outras características peculiares.
O Tosão de Ouro, concebido com uma certa tonalidade eclesiástica permitindo trajes eclesiásticos para seus cavaleiros e incluindo celebrações de missa e obséquias, acabou oficializando-se como uma ordem de cavaleria católica romana nos idos da Reforma Protestante. Em 7 de setembro de 1433, o Papa Eugênio IV emitiu a bula de confirmação e aprovação das constituições e ordenanças da Ordem do Tosão de Ouro.
Após seu casamento, Filipe III emitiu uma proclamação através da qual explicitava os propósitos de fundação da ordem de cavalaria. Nas palavras do monarca, a ordem havia sido fundada "em reverência a Deus e para manutenção da fé cristã, e para honra e exaltar a nobre ordem de cavalaria e também... em honra a todos os antigos cavaleiros".
A escolha do tosão de ouro como símbolo de uma ordem essencialmente cristã causou uma enorme controvérsia, não somente por conta de seu contexto, que poderia ser incorporado aos ideais de cavalaria como os lendários Nove da Fama, mas também porque os feitos de Jasão eram reprováveis. O Bispo de Châlons, então chanceler da ordem, resgatou a simbologia do tosão de ouro associando-o ao velo de Gideão da narrativa bíblica do Livro de Juízes.

## Ordem Espanhola

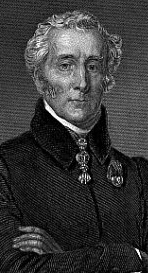
O Duque de Wellington portando o Colar da Ordem do Tosão de Ouro.

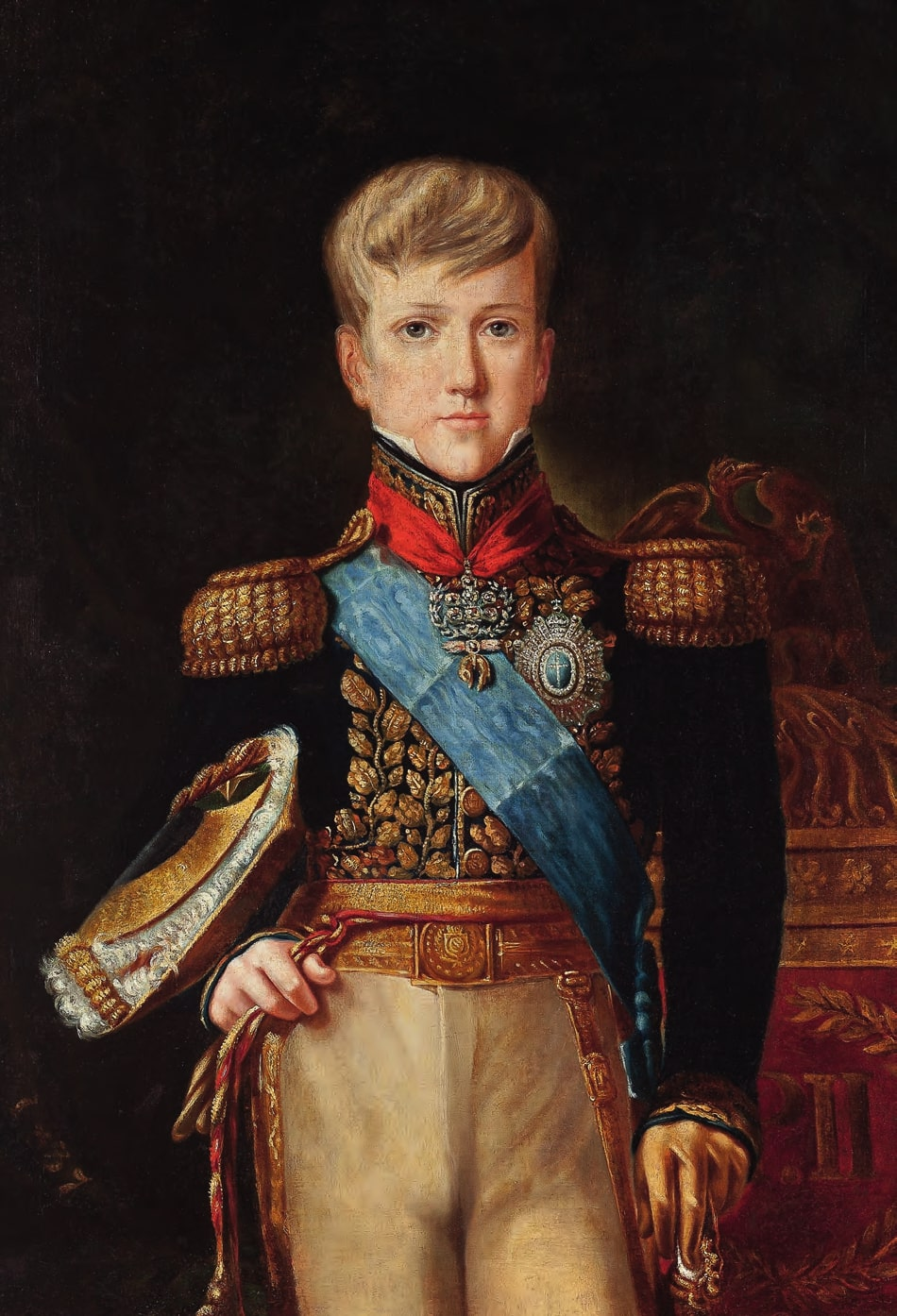
Pedro II do Brasil aos 12 anos de idade, portando o Tosão de Ouro entre outras honrarias. (Félix Taunay, c. 1837)

Com a anexação de territórios borgonheses pelo Império Espanhol, a soberania da ordem passou à Casa de Habsburgo, sendo mantida assim até a morte de Carlos II, em 1700. Ele foi sucedido por Filipe V, da Casa de Bourbon. A subsequente disputa dinástica entre Filipe V e Carlos VI pelo trono espanhol desencadeou a Guerra da Sucessão Espanhola e inevitavelmente na divisão da ordem em duas nacionalidades: um ramo espanhol e um ramo austríaco. Ainda assim o soberano, no caso Duque da Borgonha, emite oficialmente em francês.
O agraciamento de Napoleão e José Bonaparte com a ordem durante a Guerra Peninsular gerou uma forte controvérsia. Em protesto, o rei exilado Luís XVIII devolveu seu colar da ordem à Espanha. Este e outros agraciamentos à Casa de Bonaparte foram suspensos por Fernando VII quando da Restauração Bourbon.
Em 1812, o governo provisório espanhol agraciou o Duque de Wellington com o colar da ordem, ato posteriormente confirmado por Fernando VII com aprovação do Papa Pio VII. Wellington tornou-se o primeiro protestante agraciado com a Ordem do Tosão de Ouro, abrindo caminho para outros agraciados não cristãos, como o Rei Bhumibol Adulyadej séculos mais tarde.

### Agraciados
Abaixo, os membros ainda vivos da Ordem do Tosão de Ouro Espanhola e o ano de seu agraciamento:
- S.M. o Rei Juan Carlos I (1941)
- S.M. o Rei de Espanha (1981)
- S.M. o Rei da Suécia (1983)
- S.M.I. Imperador Akihito do Japão
- Princesa Beatriz dos Países Baixos (1985)
- S.M. a Rainha da Dinamarca (1985)
- S.M. o Rei Alberto II da Bélgica (1994)
- S.M. o Rei da Noruega (1995)
- Simeão II da Bulgária (2004)
- S.A.R. o Grão-duque do Luxemburgo (2007)
- Javier Solana (2010)
- Víctor García de la Concha (2010)
- Nicolas Sarkozy, 23º Presidente da França e Copríncipe de Andorra (2011)
- Enrique Valentín Iglesias (2014)
- Leonor, Princesa das Astúrias (2015)
- S.M. a Rainha Emérita Dona Sofía da Espanha (2024)

Armas dos atuais Cavaleiros do Tosão de Ouro

O Rei de Espanha
A Princesa das Astúrias
Juan Carlos de Espanha
O Rei da Suécia
Akihito do Japão
Princesa Beatriz dos Países Baixos
A Rainha da Dinamarca
Alberto II da Bélgica
O Rei da Noruega

## Ordem Austríaca

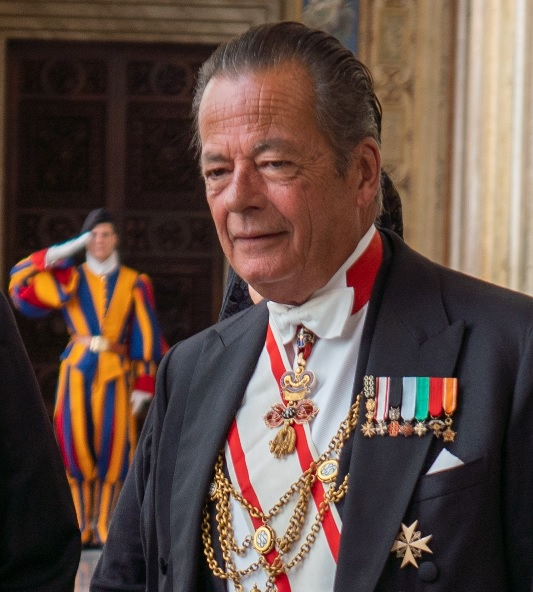
Mariano Hugo, Fuerst zu Windisch-Graetz

### Membros
Abaixo, os membros ainda vivos da Ordem do Tosão de Ouro Austríaca e o ano de seu agraciamento:
- Francisco, duque da Baviera (1960)
- Carlos de Habsburgo-Lorena (1961)
- Alberto II da Bélgica (1962)
- João de Luxemburgo (1972)
- Lorenzo da Áustria-Este (1977)
- Hans-Adam II do Liechtenstein (1981)
- Duarte Pio de Bragança (1982)
- Jorge de Hohenberg (1985)
- Karel Schwarzenberg (1991)
- Alois-Constantino, 9.º Príncipe de Löwenstein-Wertheim-Rosenberg (1996)
- Filipe da Bélgica (2008)
- Miguel de Ligne (2011)
- Ferdinando de Habsburgo-Lorena (2011)